# Manfred Baldus (Rechtswissenschaftler, 1963)

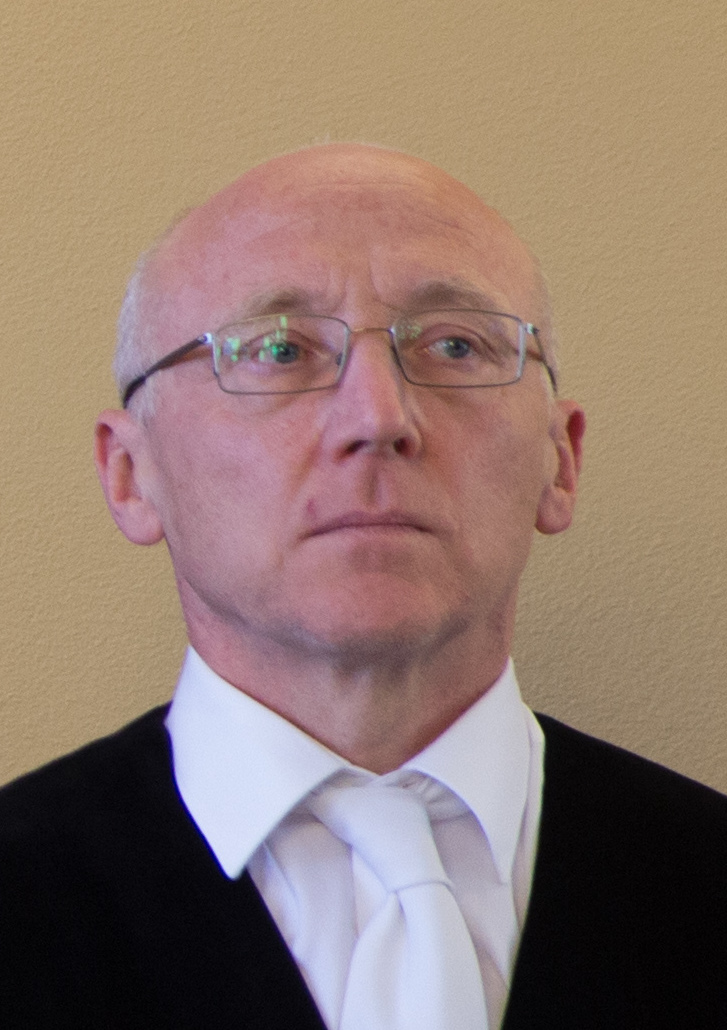
Manfred Baldus als Verfassungsrichter im Jahr 2017

Manfred Aloisius Baldus (* 25. Mai 1963 in Marienhausen; † 29. Dezember 2021) war ein deutscher Rechtswissenschaftler, Hochschullehrer und Verfassungsrichter.

## Leben
Baldus studierte von 1983 bis 1988 Rechtswissenschaft, Politikwissenschaft und Philosophie an den Universitäten von Trier, Bonn, Paris und an der Freien Universität Berlin. 1989 bestand er die Erste Juristische Staatsprüfung am Oberlandesgericht Köln. 1993/1994 folgte noch eine Studienstation an der Deutschen Hochschule für Verwaltungswissenschaften in Speyer. Ab 1990 leistete er Zivildienst am Universitätskrankenhaus Eppendorf in Hamburg. Von 1991 bis 1993 nahm er als Promotionsstipendiat der Stiftung Volkswagenwerk am Graduiertenkolleg für Rechtsgeschichte der Universität Frankfurt teil. Von 1993 bis 1995 leistete er seinen juristischen Vorbereitungsdienst, den er mit dem Assessorexamen abschloss. Während des Referendariats wurde Baldus 1994 an der Universität Frankfurt zum Thema Die Einheit der Rechtsordnung – Bedeutungen einer juristischen Formel in Rechtstheorie, Zivil- und Staatsrechtswissenschaft des 19. und 20. Jahrhunderts unter Michael Stolleis und Bernhard Schlink promoviert. Die Arbeit fand mehrfach positive Rezension in der Rechtswissenschaft.
Baldus war von 1996 bis 1998 Habilitationsstipendiat der Deutschen Forschungsgemeinschaft. 1998 habilitierte er sich an der Universität Frankfurt mit dem Thema Transnationales Polizeirecht – Verfassungsrechtliche Grundlagen und einfach-gesetzliche Ausgestaltung polizeilicher Eingriffsbefugnisse in grenzüberschreitenden Sachverhalten für Öffentliches Recht einschließlich des Europarechts, Rechtstheorie und Neuere Rechtsgeschichte. Betreut wurde die Arbeit von Michael Stolleis und Erhard Denninger. In den Jahren 1998 und 1999 war er Wissenschaftlicher Assistent an der Juristischen Fakultät der Universität Rostock bei Volker Neumann sowie von 2000 bis 2003 Wissenschaftlicher Oberassistent an der Universität der Bundeswehr Hamburg. In dieser Zeit hatte er Lehrstuhlvertretungen an den Universitäten Frankfurt und Kiel inne. Außerdem war er 1999 Gastprofessor in Universität Paris X.
Baldus wurde 2003 zum Universitätsprofessor an der neuerrichteten Staatswissenschaftlichen Fakultät der Universität Erfurt ernannt. Er hatte dort den Lehrstuhl für Öffentliches Recht und Neuere Rechtsgeschichte inne. 2008 lehnte er einen Ruf an die Deutsche Hochschule der Polizei ab. Er war von 2015 bis 2016 außerdem Leiter der Expertenkommission zur Evaluierung der Thüringer Polizeistrukturreform unter Einbeziehung der Struktur und Arbeitsweise des Landeskriminalamtes. Bis 2021 war er Vorsitzender der Untersuchungskommission gemäß Ethikkodex der Universität Erfurt.
Baldus war ab 2008 Mitglied des Thüringer Verfassungsgerichtshofs. Seine Amtszeit wurde 2012 um weitere fünf Jahre und im März 2018 um weitere sieben Jahre verlängert. Zuletzt erfolgte die Wahl auf Vorschlag der Fraktionen der Parteien CDU, SPD, Bündnis 90/Die Grünen und Die Linke. Dabei erhielt er im Thüringer Landtag in einer politisch schwierigen Situation 77 von 85 Stimmen. Zudem war er Mitglied des Landesvorstandes der Arbeitsgemeinschaft sozialdemokratischer Juristinnen und Juristen in Thüringen.
Baldus starb während seiner Amtszeit als Verfassungsrichter und Hochschullehrer Ende Dezember 2021 unerwartet im Alter von 58 Jahren. Er wurde von Ministerpräsident Bodo Ramelow als „starker Streiter für den Rechtsstaat“ gewürdigt, Innenminister Georg Maier erkannte in ihm eine „Stimme der Rechtsstaatlichkeit und Demokratie“. Er wurde auf dem Hauptfriedhof Erfurt beigesetzt.

## Forschung
Baldus beschäftigte sich mit deutschem Verfassungsrecht, Rechtstheorie, Thüringer Landesrecht und Polizeirecht sowie Wehrrecht. Ein besonderer Schwerpunkt lag im Bereich der Menschenwürde und Artikel 1 des Grundgesetzes für die Bundesrepublik Deutschland. Sein Werk zur Menschenwürdegarantie des Grundgesetzes von 2016 fand vielfach und über die Rechtswissenschaft hinaus positive Bewertung. Er setzte sich auch tiefgreifend mit der Geschichte der Menschen- und Grundrechte allgemein und insbesondere mit den Grundrechten des Grundgesetzes auseinander.

## Mitgliedschaften und  Auszeichnungen
Baldus war Mitglied in der Vereinigung der Deutschen Staatsrechtslehrer und im Arbeitskreis Innere Sicherheit. Ab 2021 war er Mitglied im Netzwerk Wissenschaftsfreiheit.
2001 wurde er mit dem 1. Preis der Polizei-Führungsakademie 1999 für hervorragende Abhandlungen aus dem Bereich der Inneren Sicherheit für seine Habilitationsschrift ausgezeichnet.
2003 wurde er  mit dem Preis für Gute Lehre im Studium Fundamentale des Jahres 2003 der Universitätsgesellschaft Erfurt e. V. und des Studierendenrates der Universität Erfurt ausgezeichnet. Weitere Auszeichnungen für gute Lehre erhielt er beispielsweise durch die Studierendenschaft der Staatswissenschaftlichen Fakultät im Wintersemester 2016/2017 sowie im Sommersemester 2017 mit jeweils zweiten Plätzen.

## Prozessvertretung und Sachverständiger
Im Jahr 2002 übernahm Baldus die Prozessvertretung in der mündlichen Verhandlung eines Normenkontrollverfahrens, das dem Bundesverfassungsgericht durch das Amtsgericht Hamburg vorgelegt wurde. Im zugrundeliegenden Fall wandte Baldus sich gegen das Verbot des Doppelnamens für Kinder durch § 1616 Abs. 2 und 3 BGB a. F. und wollte erreichen, dass sein Kind einen aus seinem Namen und dem seiner Ehefrau, die ihren Nachnamen nach der Eheschließung behielt, gebildeten Doppelnamen tragen darf. Der Erste Senat des Bundesverfassungsgerichts entschied das Anliegen jedoch abschlägig.
Im Jahr 2008 übernahm er eine weitere Prozessvertretung vor dem Verfassungsgerichtshof Nordrhein-Westfalen im Normenkontrollverfahren zur Überprüfung der Vorschriften des Gesetzes über den Verfassungsschutz und das Polizeigesetz Nordrhein-Westfalen. Zuvor hatte er seine Bedenken gegen die dortigen Regelungen in einem Rechtsgutachten für die SPD geäußert.
Baldus trat regelmäßig als Sachverständiger im Bereich der deutschen Legislative auf, so im Deutschen Bundestag, im Berliner Abgeordnetenhaus, im Landtag Brandenburg und in der Hamburgischen Bürgerschaft. Besondere Aufmerksamkeit erhielt er dabei in der Kontroverse um das Luftsicherheitsgesetz.

## Sportliche Karriere
Vor seiner juristischen Laufbahn war Baldus als Fußballer aktiv, stand bei den Junioren vom SV Darmstadt 98 unter Vertrag und absolvierte in der Saison 1983/84 der Verbandsliga Rheinland (damals die vierthöchste Spielklasse im deutschen Fußball) insgesamt 21 Pflichtspiele für den VfB Wissen. Außerdem spielte er auch mehrfach für die deutsche A-Jugend-Nationalmannschaft des Deutschen Fußball-Bundes.

## Publikationen (Auswahl)
- mit Matthias Knauff (Hrsg.): Landesrecht Thüringen. Studienbuch, Nomos, Baden-Baden 2018, ISBN 978-3-8487-2649-3.
- mit Bernd Grzeszick und Sigrid Wienhues: Staatshaftungsrecht: das Recht der öffentlichen Ersatzleistungen. C. F. Müller, 5. Auflage, Heidelberg 2018, ISBN 978-3-8114-5857-4.
- Kämpfe um die Menschenwürde – Die Debatten seit 1949, Suhrkamp, Frankfurt am Main 2016. ISBN 978-3-518-29799-5.
- mit Joachim Linck, Joachim Lindner, Holger Poppenhäger, Matthias Ruffert (Hrsg.): Die Verfassung des Freistaats Thüringen. Handkommentar, Nomos, Baden-Baden 2013, ISBN 978-3-8329-7245-5.
- Menschenwürdegarantie und Absolutheitsthese. Zwischenbericht zu einer zukunftsweisenden Debatte: In: Archiv des öffentlichen Rechts (AöR), Band 136 (2011), S. 529–552.
- (Hrsg.): Polizeirecht des Bundes mit zwischen- und überstaatlichen Rechtsquellen. 3. Auflage, C.F. Müller, Heidelberg 2005, ISBN 978-3-8114-3219-2.
- Transnationales Polizeirecht – Verfassungsrechtliche Grundlagen und einfach-gesetzliche Ausgestaltung polizeilicher Eingriffsbefugnisse in grenzüberschreitenden Sachverhalten, Nomos, Baden-Baden 2001. ISBN 978-3-789-07003-7.
- mit Michael Soiné (Hrsg.): Rechtsprobleme der internationalen polizeilichen Zusammenarbeit, Nomos, Baden-Baden 1999, ISBN 978-3-7890-6257-5.
- Die Einheit der Rechtsordnung: Bedeutungen einer juristischen Formel in Rechtstheorie, Zivil- und Staatsrechtswissenschaft des 19. und 20. Jahrhunderts, Duncker & Humblot, Berlin 1995. ISBN 3-428-08370-9.
- Carl Schmitt im Hexagon. In: Der Staat, Band 26 (1987), S. 566–586.